# Mänttä

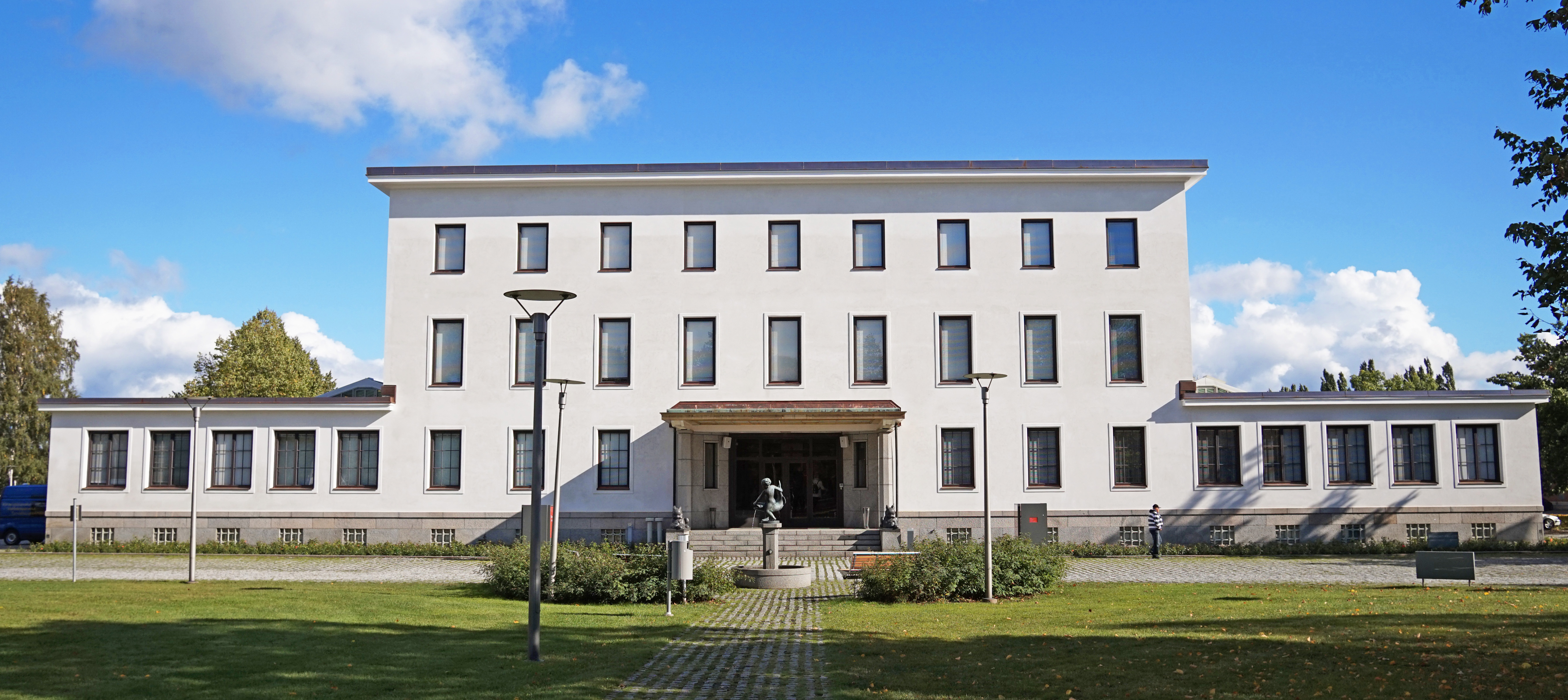
Konstmuseet Gustaf, tidigare huvudkontor för G.A. Serlachius Oy

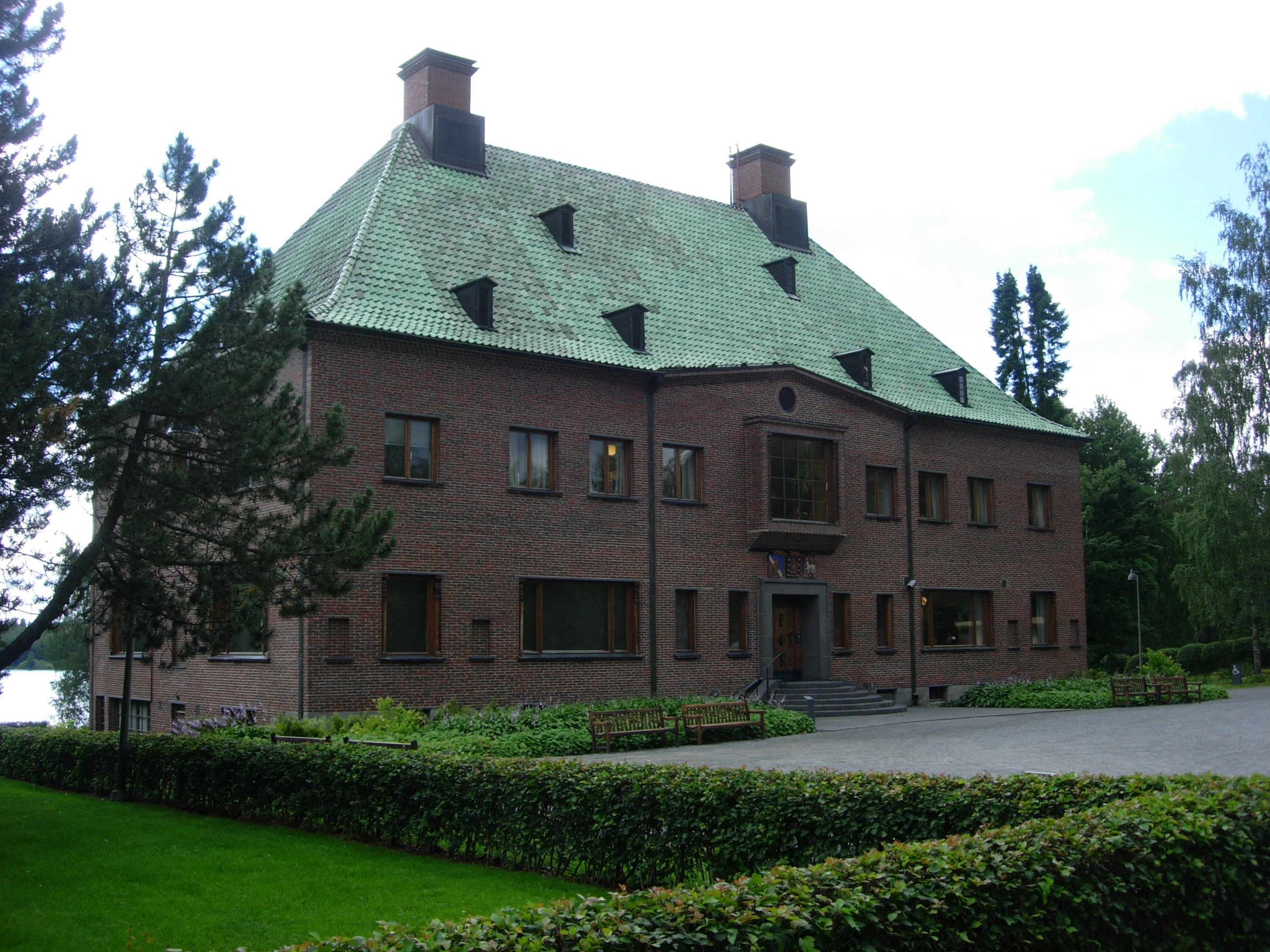
Konstmuseet Gösta,tidigare Joenniemi herrgård

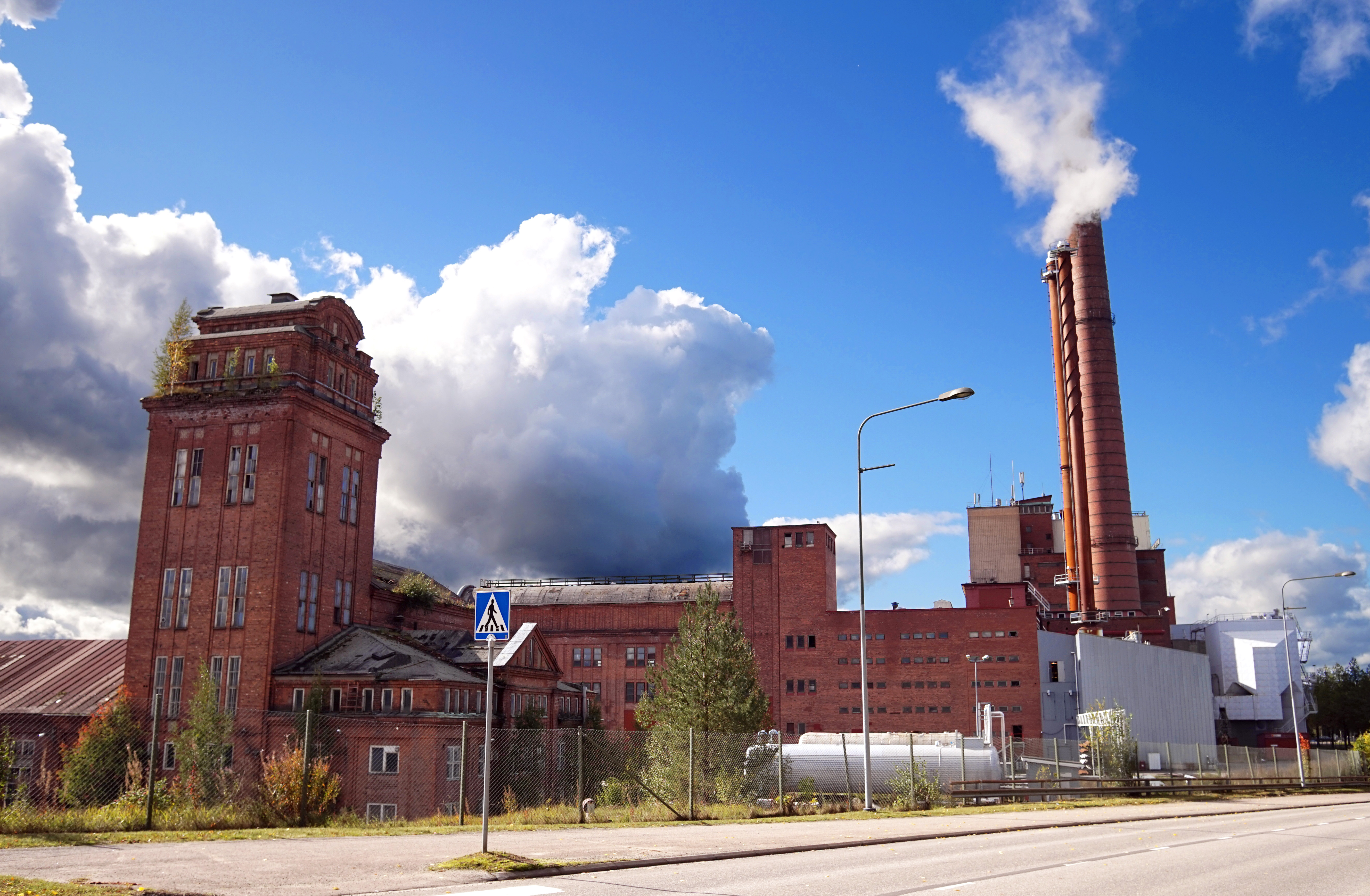
Massa- och pappersfabriken i Mänttä

Mänttä.

Mänttäs stadsvapen.

Mänttä är en tidigare stad i landskapet Birkaland i tidigare Västra Finlands län. Sedan 1 januari 2009 ingår den i Mänttä-Vilppula stad, efter sammanslagning med Vilppula. Mänttä blev stad 1973 och hade före sammanslagningen cirka 6 550 invånare[när?] och en yta på 85,84 km².
Mänttä är enspråkigt finskt.
I Mänttä finns en betydande pappers- och cellulosaindustri, grundad av Gustaf Adolf Serlachius, tidigare G.A. Serlachius Oy, numera Metsä Tissue. 

## Administrativ historik
Mänttä utbröts ur Vilppula 1921 och hade då 2 672 invånare. 1948 blev Mänttä köping och 1973 stad.

## Kultur
Planeringen av staden och utformningen av fabriksbyggnaderna skedde från början av 1900-talet av Valter Thomé. Efter Thomés död i Finska inbördeskriget övertogs planeringsansvaret av Wäinö Palmqvist, som bland annat ritade den 1928 invigda Mänttä kyrka, vilken är rikt utsmyckad med träskulpturer av Hannes Autere.
I Mänttä finns konstmuseet Gösta och det lokalhistoriska museet Gustaf.

## Politik

### Mandatfördelning i Mänttä stad, valen 1976–2004
| 5 | 11 |  | 3 |  | 6 |

| 5 | 17 | 2 |  | 10 |

| 5 | 16 |  | 2 |  | 10 |

| 4 | 13 | 2 |  | 7 |

| 3 | 15 | 2 | 2 | 5 |

| 3 | 14 | 3 |  | 6 |

| 3 | 14 | 2 | 2 | 6 |

| 3 | 12 | 2 |  | 2 | 7 |

| 19 | 8 |